# Formentin
Formentin é uma comuna francesa na região administrativa da Normandia, no departamento Calvados. Estende-se por uma área de 5,97 km². Em 2010 a comuna tinha 262 habitantes (densidade: 43,9 hab./km²).